# Coleophora bistrigella
Coleophora bistrigella é uma espécie de mariposa do gênero Coleophora pertencente à família Coleophoridae.